# 劉袞
劉袞，五代十国官员，彭城（今江苏省徐州市）人。
刘衮神庆爽朗，风度潇洒，作品富有文采，由进士入选，在后周官至左拾遗，与扈载齐名，二十八岁的时候，就去世了。